# Peg Hillias
Peg Hillias, née le 24 juin 1914 à Council Bluffs (Iowa) et morte le 18 mars 1960 à Kansas City (Missouri), est une actrice américaine.

## Biographie
Peg Hillias débute au théâtre à Broadway dans Un tramway nommé Désir de Tennessee Williams (1947-1949), aux côtés de Marlon Brando et Jessica Tandy, mis en scène par Elia Kazan. Suit la comédie musicale Peter Pan sur une musique de Leonard Bernstein (1950-1951, avec Jean Arthur et Boris Karloff).
Au cinéma, elle contribue à quatre films américains, le premier étant Un tramway nommé Désir d'Elia Kazan (1951), adaptation de la pièce éponyme précitée, où elle retrouve Marlon Brando, Vivien Leigh remplaçant Jessica Tandy. Ses trois films suivants sortent en 1957, dont Les Plaisirs de l'enfer de Mark Robson (avec Lana Turner et Lee Philips).
À la télévision américaine enfin, elle apparaît dans vingt-sept séries entre 1950 et 1959, dont Studio One (onze épisodes, 1950-1957) et La Grande Caravane (un épisode, 1958).
Peg Hillias meurt prématurément en 1960, à 45 ans, de cause inconnue.

## Théâtre à Broadway (intégrale)
- 1947-1949 : Un tramway nommé Désir (A Streetcar Named Desire) de Tennessee Williams, mise en scène d'Elia Kazan, décors et lumières de Jo Mielziner, costumes de Lucinda Ballard : Eunice Hubbell
- 1950-1951 : Peter Pan, comédie musicale, musique et lyrics de Leonard Bernstein, livret d'après la pièce Peter et Wendy de J. M. Barrie : Mme Darling

## Filmographie

### Cinéma (intégrale)
- 1951 : Un tramway nommé Désir (A Streetcar Named Desire) d'Elia Kazan : Eunice Hubbell
- 1957 : The Wayward Girl de Lesley Selander : Hilda Carlson
- 1957 : Les Plaisirs de l'enfer (Peyton Place) de Mark Robson : Marion Partridge
- 1957 : That Night! de John Newland : la doctoresse

### Télévision (sélection)
(séries)
- 1950-1957 : Studio One
  - Saison 2, épisode 20 La Rebellion (The Lou Red Patrick, 1950) de Franklin J. Schaffner
  - Saison 3, épisodes 16 et 17 Les Quatre Filles du docteur March (Little Women, 1950), 1re partie L'Histoire de Meg (Meg's Story : Margaret March) et 2e partie L'Histoire de Jo (Jo's Story : Meg March), et épisode 26 Le Cours des choses (The Way Things Are, 1951)
  - Saison 4, épisode 19 L'Autre Père (The Other Father, 1952)
  - Saison 6, épisode 37 Vie et mort de Larry Benson (The Death and Life of Larry Benson, 1954) : Freda Benson
  - Saison 7, épisode 5 Le Garçon qui changea le monde (The Boy Who Changed the World, 1954) de Franklin J. Schaffner et épisode 20 Les Femmes silencieuses (The Silent Women, 1955 : Mlle Martha)
  - Saison 8, épisode 41 The Luck of Luke McTigger (1956) : la veuve Baines
  - Saison 9, épisode 7 The Landlady's Daughter (1956) : Mme Bailey
  - Saison 10, épisode 10 Please Report Any Odd Characters (1957)
- 1954 : Inner Sanctum
  - Saison unique, épisode 8 Mourir une seconde fois (Never Die Again) : Elizabeth
- 1956 : Gunsmoke ou Police des plaines (Gunsmoke ou Marshal Dillon)
  - Saison 2, épisode 14 Cholera d'Andrew V. McLaglen : Jenny Gabriel
- 1958 : La Grande Caravane (Wagon Trail)
  - Saison 1, épisode 29 The Daniel Barrister Story : Jenny Barrister